# Dzelenți, Volociîsk
Dzelenți (în ucraineană Дзеленці) este un sat în comuna Bokîiivka din raionul Volociîsk, regiunea Hmelnîțkîi, Ucraina.

## Demografie
Componența lingvistică a localității Dzelenți
     Ucraineană (99,62%)
     Alte limbi (0,38%)
Conform recensământului din 2001, majoritatea populației localității Dzelenți era vorbitoare de ucraineană (99,62%), existând în minoritate și vorbitori de alte limbi.